# UEFA's præsidenter
UEFA's præsidenter er en oversigt over præsidenterne for det europæiske fodboldforbind UEFA. UEFA har haft syv præsidenter siden sin etablering i 1954.
| Nr. | Navn               | Land      | Tiltrådte       | Fratrådte          |
| --- | ------------------ | --------- | --------------- | ------------------ |
| 1   | Ebbe Schwartz      | Danmark   | 22. juni 1954   | 17. april 1962     |
| 2   | Gustav Wiederkehr  | Schweiz   | 17. april 1962  | 7. juli 1972       |
| 3   | Artemio Franchi    | Italien   | 15. mats 1973   | 12. august 1983    |
| 4   | Jacques Georges    | Frankrig  | 12. august 1983 | 19. april 1990     |
| 5   | Lennart Johansson  | Sverige   | 19. april 1990  | 26. januar 2007    |
| 6   | Michel Platini     | Frankrig  | 26. januar 2007 | 14. september 2016 |
| 7   | Aleksander Čeferin | Slovenien | 14. januar 2016 | Siddende           |